# Niegosławice (powiat buski)
Niegosławice – wieś w Polsce położona w województwie świętokrzyskim, w powiecie buskim, w gminie Pacanów.
W latach 1975–1998 miejscowość należała administracyjnie do województwa kieleckiego.

## Części miejscowości
| SIMC    | Nazwa       | Rodzaj             |
| ------- | ----------- | ------------------ |
| 0258566 | Popelina    | część miejscowości |
| 0258572 | Przy Błoniu | część miejscowości |

## Historia
Według Długosza (Lib. Ben. t.II s.423) w wieku XV wieś stanowiła własność Piotra i Floriana Pacanowskich mających tu 12 łanów kmiecych, dziesięcinę płacono plebanowi w Pacanowie.

W wieku XIX wieś w powiecie stopnickim gminie i parafii Pacanów.

Spis z roku 1827 wykazał 13 domów i 87 mieszkańców.